# 가평 잣마을 전통시장
가평 잣고을 전통시장은 가평군에 위치한 상설 재래시장이다. 가평5일장외 상설시장이 없던 관계로 2015년 2월 5일장 인근 토착 상인들이 상인회를 구성하게 되면서 동년 4월 23일 가평 잣고을 전통시장이 출범하게 되었다. 잣고을 전통시장은 매년 4월부터 10월까지 매주 토요장터가 열리며 토요장터에는 가평지역의 농특산물, 수공예품, 먹거리들이 주요품목이다. 토요 특설무대가 만들어져 지역 예술인들의 공연과 재즈공연 등 다채로운 문화예술행사도 열리고 있다. 현 잣고을 전통시장내의 구성은 구획내 118개의 점포와 5일장 상인 110여명으로 구성되어 있다.